# Die Form
Die Form ist eine 1977 von Philippe Fichot ursprünglich als BDSM-Live-Act gegründete französische Musikformation, in der seit 1986 neben Fichot auch seine Lebensgefährtin Éliane P. mitwirkt. Der Klang reicht von minimalistisch elektronisch bei früheren Werken über düster apokalyptische Stimmungen bis hin zu komplexen Melodieführungen bei späteren Werken.
Die Form wird mit zu den Pionieren und Avantgardisten elektronischer Musik gezählt. Zudem gelten Die Form auch als Vertreter der Industrialmusik der 1980er-Jahre, da einige Alben bzw. Nebenprojekte in dieses Genre musikalisch hineinreichten. In der Bandgeschichte wurde mit unterschiedlichen musikalischen Stilen und Richtungen experimentiert. Die Musik blieb aber rein elektronisch (mit Ausnahme des poppig durchwachsenden Album „Poupée Mécanique“ von 1987). Neben ungewöhnlichen Soundcollagen gehörten von Anfang an auch die photographischen Arbeiten Fichots zum Gesamtkunstwerk von Die Form. Hier wird die Vorliebe Fichots für das Skurril-Morbide deutlich. Thematisch beschäftigt sich Die Form mit sexual-erotischen Vorstellungen des Menschen, allerdings nicht von einem voyeuristischen, sondern eher von einem psychologischen Standpunkt aus. Fichot sagte einmal, Die Form sei ein Projekt auf der Suche nach der „ewigen Schönheit“. Dabei kann man einen starken Bezug der Band zum Sadomasochismus, Fetisch, später aber auch Tod und Trauer ausfindig machen.

## Geschichte
Das Werk von Die Form lässt sich in mehreren unterschiedlichen Phasen unterteilen: Zeichneten sich zunächst Songs wie Sex by Force oder Masochist noch industriell-experimentell, so wandelten sich das Klangbild Mitte der 1980er-Jahre ins Elektronisch-poppige („Poupée Mécanique“ 1987) und wechselte sich Ende der 1980er erneut ins experimentale und vom Industrial geprägte Soundgewand der Anfangstage („Photogrammes“ 1989), bevor Die Form Anfang der 1990er-Jahre mit ihrem Album „Corpus Delicti“(1991) ins harte Technopop / EBM lastige Lager umstiegen.
Anfang der 1990er-Jahre zeigte sich das Projekt vom Siegeszug des Techno inspiriert, das Album Confessions mit dem Alltime-Hit Silent Order dürfte für diese Stilmenage stehen: tanzbar, technoid und doch verspielt. Kurz darauf änderte sich erneut der Stil des Projekts.
Mit Suspiria de Profundis, der erste Teil der sogenannten Trilogy of Passions, wird mit Songs wie Cantique ein Stil eingeschlagen, dem die Band bis heute fast durchgängig treu ist: ruhig, melodiös, klassisch inspiriert und fast schon theatralisch. Die Trilogy of Passions (Suspiria de Profundis, L’âme èlectrique, Duality) sollte den Durchbruch für Die Form darstellen.
Ebenso sieht man in der Live-Performance der Gruppe radikale Veränderungen. Bestachen die ersten Live-Shows durch Brutalität und Gewalt, wandelte sich dieses mehr in Richtung S/M und Fetisch. Ab Trilogy of Passions boten sie dem Publikum eine Butoh-Show zu bieten. Ab dem Album Duality wurden auf der Bühne erneut neue Akzente gesetzt.
Die Form haben unzählige Bands inspiriert, neben ihren Alben ein Dutzend von Kassetten veröffentlicht. Ende 2005 wurde das Fotobuch The Visionary Garden neu aufgelegt.
Neben Die Form existieren oder existierten noch zahlreiche Nebenprojekte, beispielsweise Elektrode oder D.F. Sadist School. Vertrieben wird ihre Musik über das eigene Label BainTotal.
Im Jahr 2007 war Die Form nach acht Jahren Bühnenabstinenz erstmals wieder live in Deutschland zu sehen. Am 17. März 2007 war Die Form exklusiv beim Dark-Dance-Treffen in Lahr/Schwarzwald und präsentierte ihre neue Show. Außerdem spielten sie ein spezielles Konzert beim Bachfest Leipzig am 15. Juni 2007. Am 24. Januar 2008 wurde ein Album mit Die Formschen Bachinterpretationen veröffentlicht.
Die Form spielte Pfingsten 1996 erstmals auf dem alljährlich stattfindenden Wave-Gotik-Treffen in Leipzig. Auch 2009 trat Die Form beim Wave-Gotik-Treffen auf.
Aufgrund der Nachfrage zu den Anfangsarbeiten, speziell den Kassetten, wurde Anfang 2010 über das Label Vinyl on Demand (VOD) eine Retrospektive über diese Schaffensepisode veröffentlicht. Die 6-LP-Box Chronology beinhaltet viele einzelne Stücke der Anfangszeit und zahlreicher Nebenprojekte (Eva-Johanna Reichstag, D.F. Sadist School, Krylon Hertz etc.).

## Diskografie
- 1982: Die Puppe
- 1984: Some Experiences with Shock
- 1987: Poupée Mécanique
- 1988: Archives & Doküments (die 3-LP-Box wurde aufgrund des Begleitbuchs am 29. Dezember 1999 indiziert)
- 1989: Photogrammes
- 1991: Corpus Delicti
- 1991: Archives & Documents 2
- 1992: Confessions
- 1993: Ad Infinitum
- 1994: Suspiria de Profundis
- 1995: L’âme èlectrique
- 1996: Vicious Circles: The Best Of
- 1997: Duality
- 1998: Histories I&II (Greatest Hits)
- 2000: Extremum/XX
- 2001: Die Puppe II (Re-Release)
- 2001: Some Experiences With Shock (Re-Release)
- 2001: Corpus Delicti 2 (Re-Release)
- 2001: AKT – Sideprojects & Experimental Collection
- 2003: Archives & Documents 3
- 2004: InHuman
- 2006: ExHuman
- 2008: Bach Project
- 2009: Noir Magnétique
- 2010: Chronology – The Bain Total Years 77–85
- 2014: Rayon X
- 2017: S(p)lit/Fluxus (zusammen mit Mama Baer)
- 2017: Baroque Equinox
- 2021: Mental Camera

Zwischen 2001 und 2002 erschien die komplette Diskographie von Die Form remastered bei Trisol. Außer den Aufgeführten unterscheiden sich die restlichen Alben nur durch Bonustracks und werden daher nicht nochmal extra aufgeführt.

### Maxis und EPs
- 1984: Heart Of The Monster EP
- 1988: Face to Face, Vol. 1 (Split-LP mit Asmus Tietchens)
- 1990: Savage Logic (MCD)
- 1992: Tears of Eros EP
- 1994: Silent Order (Re-Versions) (Remix-MCD)
- 1994: Rose Au Coeur Violet EP
- 1996: Phenomena of Visitation (MCD)
- 1998: The Hidden Cage/Spiral (MCD)
- 1999: Rain of Blood EP
- 1999: Automatic Love 2 (Split-MLP in Sägeform mit NUNS)
- 2000: Deep Inside (MCD)
- 2003: Zoopsia (MCD)
- 2008: Her[t]z Frequenz
- 2014: Schaulust
- 2017: Psychic Poison

### Bücher
- 1995: The Visionary Garden
- 2005: The Visionary Garden 2: Mémoire(s) d’un œil mécanique (erschienen bei Ultra Mail Prod.)

## Nebenprojekte
D.sign – Projekt mit Philippe Fichot, Éliane P. & Marc Verhaeghen (Klinik)
- 1988: D.sign (MCD)

D.F.sadist school
- 1990: Les 120 Journées de Sodome (Die Form Side-Project 1)
- 1991: Bacterium (Split-CD mit Etant Donnés)
- 1995: The Visionary Garden (Die Form Side-Project 6)
- 2005: The Visionary Garden (Re-Release inkl. 1 Videotrack, nur erhältlich mit dem gleichnamigen Fotobuch)

Societe Anonyme – Die Form Solo Project
- 1991: S.A. 123 (Die Form Side-Project 2)

Sombre Printemps
- 1991: Ambient & Film Music (Die Form Side-Project 3)
- 2011: Ambient & Film Music 1+2

Elektrode
- 1993: Die Operative Maschine (Die Form Side-Project 4)

Ukiyo – Die Form und Aube
- 1994: Ukiyo (Die Form Side-Project 5)

DIE FORM ÷ FINE AUTOMATIC
- 2015 : Vol. I + Vol. II

DIE FORM ÷ MUSIQUE CONCRÈTE
- 2015 : Cinema Obscura

OUTRE MONDES
- 2024 : Outre Mondes (Ph. Fichot Solo Project)

Kassetten – als Die Form oder unter Pseudonymen
- 1977: unreleased
- 1978: K.01 I (2 verschiedene Cover)
- 1978: K.02 KRYLON HERTZ I (C.20, and re-issue C.30)
- 1980: ENDLESS K7 1: FINE AUTOMATIC Caddy Musak
- 1980: ENDLESS K7 2: FINE AUTOMATIC Freezer Musak
- 1980: ENDLESS K7 3: FINE AUTOMATIC Flipper Musak
- 1981: ENDLESS K7 4: DIE FORM Disabled Landscape
- 1981: K.04 Virgin Flavour
- 1981: K.05 KRYLON HERTZ Smuggle Death
- 1981: K.06 'Eva-Johanna REICHSTAG & DIE FORM : Memorial 78–79
- 1982: K.08 FINE AUTOMATIC (C.60) (re-issue from the endless cassettes)
- 1982: K.10 CAMERA OBSCURA 1
- 1982: K.11 CAMERA OBSCURA 2
- 1982: K.12 CAMERA OBSCURA 3 & DIE FORM Final Edition
- 1982: K.14 Le Plomb des Cartes / La Loge Infernale
- 1983: K.16 MENTAL CODE Flexible Music Vol. 2/3
- 1983: K.19 Excisions (3 verschiedene Covers)
- 1983: K.20 Archives & Doküments 1
- 1985: K.22 Du coeur humain
- 1985: K.25 Red Action (co-production B.T./T.M., other side by KOSA)
- 1985: K.27 FINE AUTOMATIC / D.F. SADIST SCHOOL OrgasMechanism
- 1985: K.28 GRAPH 4 Messe Basse (one side cassette, poems soundtrack)
- 1985: K.29 HURT D.F. SADIST SCHOOL (one side cassette)
- 1987: K.30 Archives & Doküments 2 Die Puppe (C.50) (re-issue of the first LP / 1982)
- 1987: K.31 Archives & Doküments 3 Some Experiences With Shock (re-issue of the 2nd LP / 1984)
- 1987: K.32 Es lebe der Tod (C.50)
- 1986: K.X. X.ACTION (SADIST SCHOOL 1.984) [Changed to K.33 around 1988]
- 1986: K.F. Fetish 1 (C.50) [Changed to K.34 around 1988. Most tracks were later re-released on the releases of Archives and Documents on CD and LP]
- 1986: K.04 Virgin Flavour 2 C.60 (re-issue, total remix extra-track)
- 1986: K.14 Le Plomb des Cartes / La Loge Infernale (C.90) (re-issue, total remix extra-track)
- 1989: K.35 Flexible Music vol.1 (guest : DZ LECTRIC)
- 1998: Limited Documents Vol. 1 (incl. unveröffentlichte Tracks von 1982–1986, limited edition von 300 Kopien mit einem Originalfoto)